# 李华林
李华林（1962年10月24日—），祖籍河南省南阳市，湖北省天门市人，1983年7月参加工作，教授级高级经济师，1983年7月于西南石油学院地球物理勘探专业大学毕业，2002年12月取得石油大学（北京）企业管理专业管理学硕士学位。曾任中国石油天然气集团公司副总经理、党组成员兼中国石油天然气股份有限公司副总裁、董事会秘书、香港有限公司执行董事、总经理、昆仑能源有限公司董事会主席。
1983年自西南石油大学地球物理勘探专业毕业后一直在中国石油天然气行业工作，期间于1988-1992年间担任周永康的秘书。据报道周永康之子周滨读大学由李华林一手安排。
1995年5月任中国石油天然气加拿大公司董事、总经理。1997年12月任中国石油天然气勘探开发公司副总经理兼中油国际(加拿大)公司董事长、总经理，1999年9月任中国石油天然气勘探开发公司副总经理兼中油国际（哈萨克斯坦）公司总经理。2001年1月任中国石油天然气香港有限公司副总经理。2001年12月兼任深圳石油实业有限公司董事长。2006年7月起任深圳石油实业有限公司董事长兼中国石油天然气香港有限公司副董事长、总经理。2007年11月被聘为中国石油天然气集团公司副总裁兼中国石油天然气香港有限公司副董事长、总经理。 2009年5月被委任为中国石油天然气集团公司董事会秘书。2010年3月兼任昆仑能源有限公司董事会主席。2013年7月任中国石油天然气集团公司副总经理、党组成员，兼中国石油天然气股份有限公司副总裁、董事会秘书、香港有限公司执行董事、总经理、昆仑能源有限公司董事会主席。
2013年8月27日，国务院国资委纪委监察局宣布，李华林涉嫌严重违纪，被立案调查。